# Майские жуки
Ма́йские жуки́, или ма́йские хрущи́ (лат. Melolontha) — род насекомых семейства пластинчатоусых, обитающих в Европе и Азии.
Вплоть до середины 1950-х годов были очень широко распространены и, являясь вредителями растений, в отдельные годы наносили существенный ущерб сельскому хозяйству. В связи с массовым использованием пестицидов их популяция резко сократилась, а в ряде регионов они исчезли вовсе. В начале 1980-х годов, после запрета применения ряда пестицидов, их численность начала восстанавливаться.

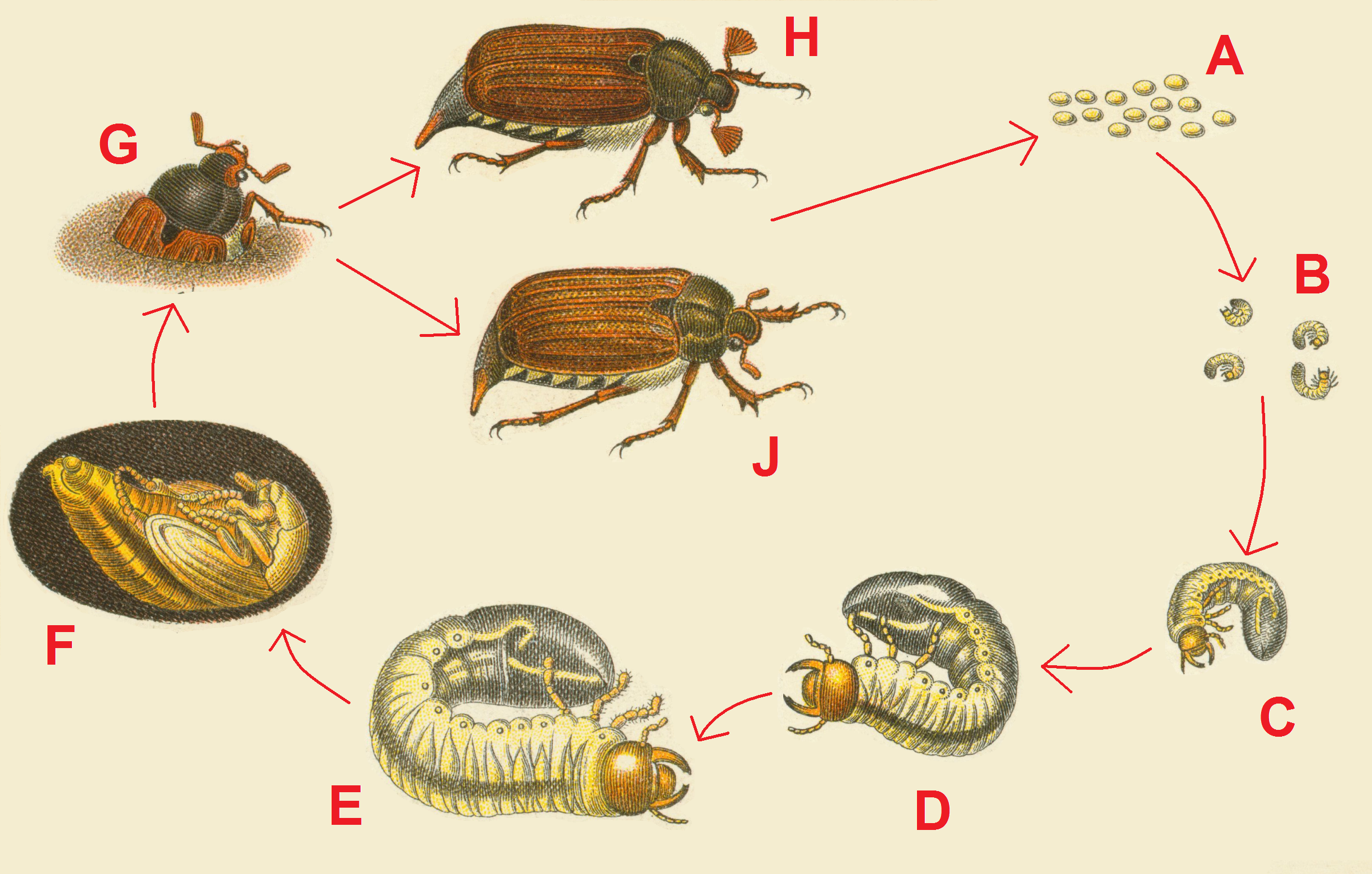
Жизненный цикл Melolontha melolontha

## Описание

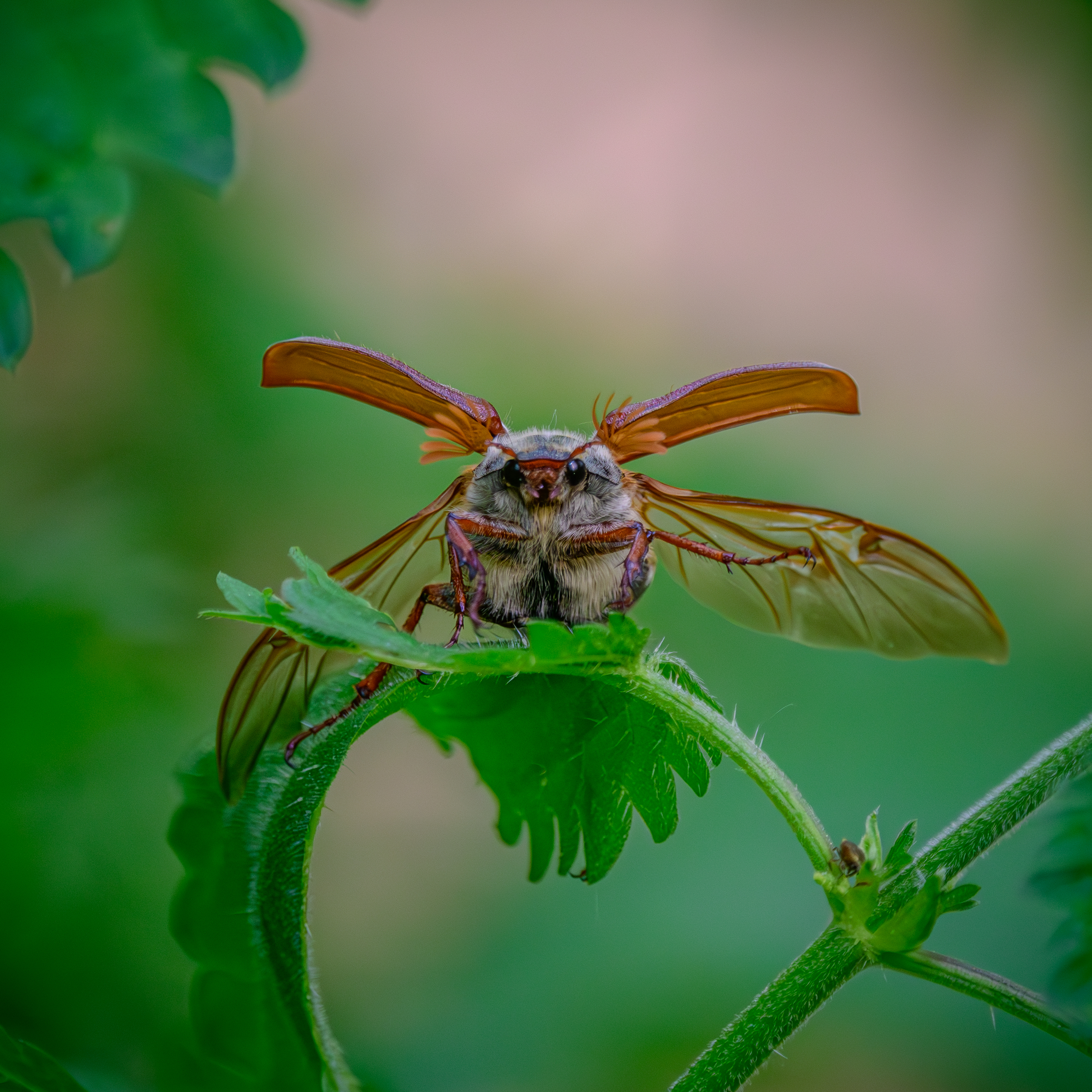
Майский жук перед взлётом с травы

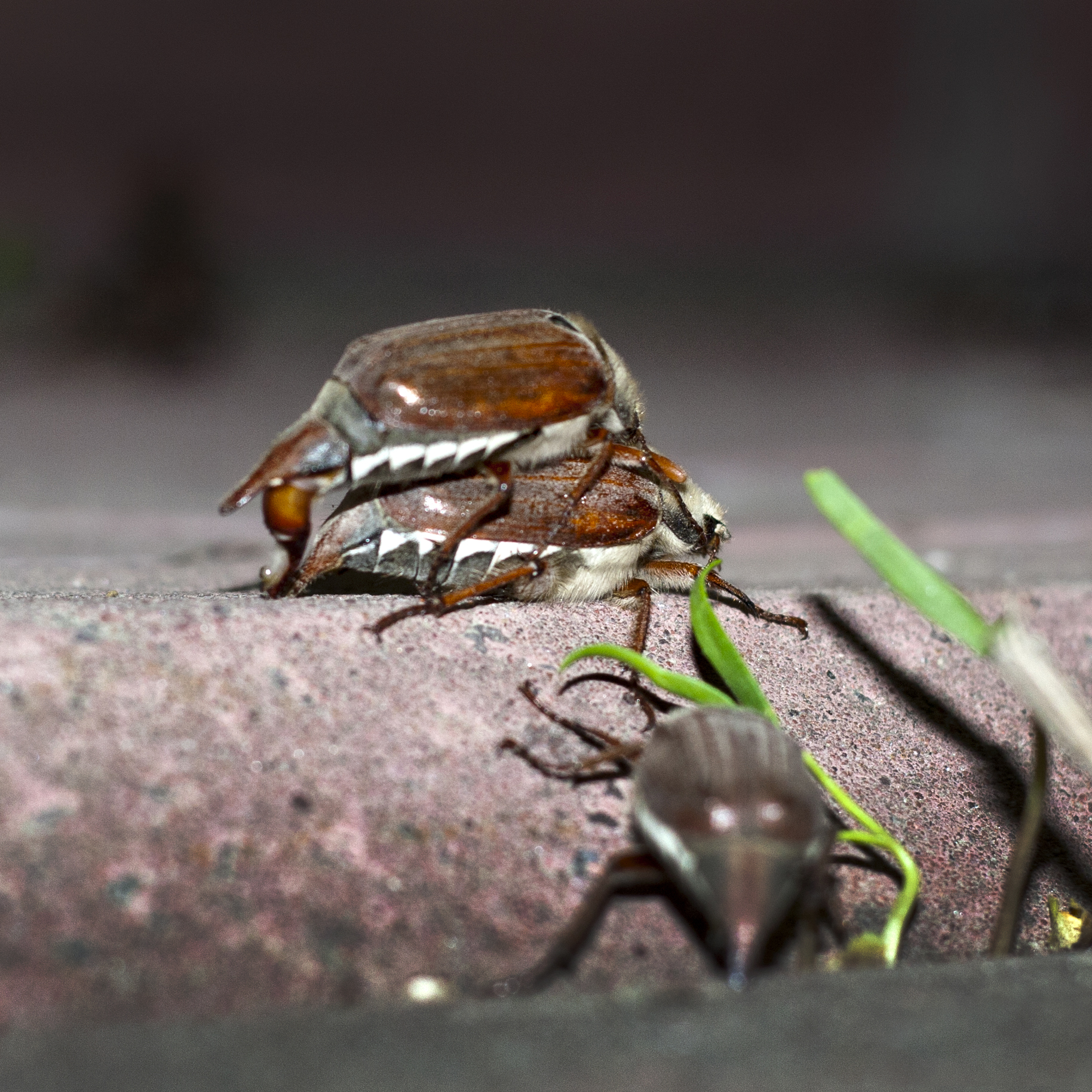
В процессе оплодотворения

Представители рода характеризуются довольно крупными размерами до 31,5 мм, выпуклым продолговато-овальным или более широким овальным телом, чёрной или красно-бурой окраски, большей частью с красно-бурыми или жёлто-бурыми надкрыльями, иногда со слабым зеленоватым отливом на голове и переднеспинке, на боках 1—5 брюшных стернитов с белыми треугольными пятнами из мелких густых волосков, большей частью большими и резкими, реже — маленькими и не резкими. Тело в густой небольшой или мелкой пунктировке и мелких прилегающих волосках или волосовидных чешуйках беловатой, желтоватой или сероватой окраски, всегда более или менее густых (у недавно вышедших из куколки экземпляров), иногда очень густых и скрывающих основной фон; голова и переднеспинка обычно покрыты более длинными торчащими волосками, большей частью сгущёнными в продольные полосы; подкрылья также нередко несут рассеянные более длинные торчащие волоски. Последний членик челюстных щупиков удлинённый, к вершине заострённый, слегка изогнутый, сверху со вдавлением. Усики 10-члениковые с удлинённым 3-м члеником, у самца с крупной сильно изогнутой булавой, состоящей из 7 одинаковых пластинок.
Щиток большой, полуовальный, гладкий, блестящий, иногда в более или менее густой пунктировке и мелких волосках или чешуйках. Надкрылья удлиненно-овальные, с 5 узкими довольно сильными или слабыми ребрами, в промежутках в густом мелком пунктире и морщинках. Пигидий большой, наклонный, треугольный или притуплённый, вытянутый в отросток. У самцов последний всегда лучше развит, длинный, у самки всегда короче.
Грудь в густых и длинных жёлтых волосках. Брюшко, кроме обычных мелких прилегающих волосков и чешуек, покрыто многочисленными или редкими длинными торчащими волосками, иногда без них.
Ноги покрыты волосками, на бёдрах более длинными. Передние голени снаружи с 2, реже с 3 зубцами.

## Жизненный цикл

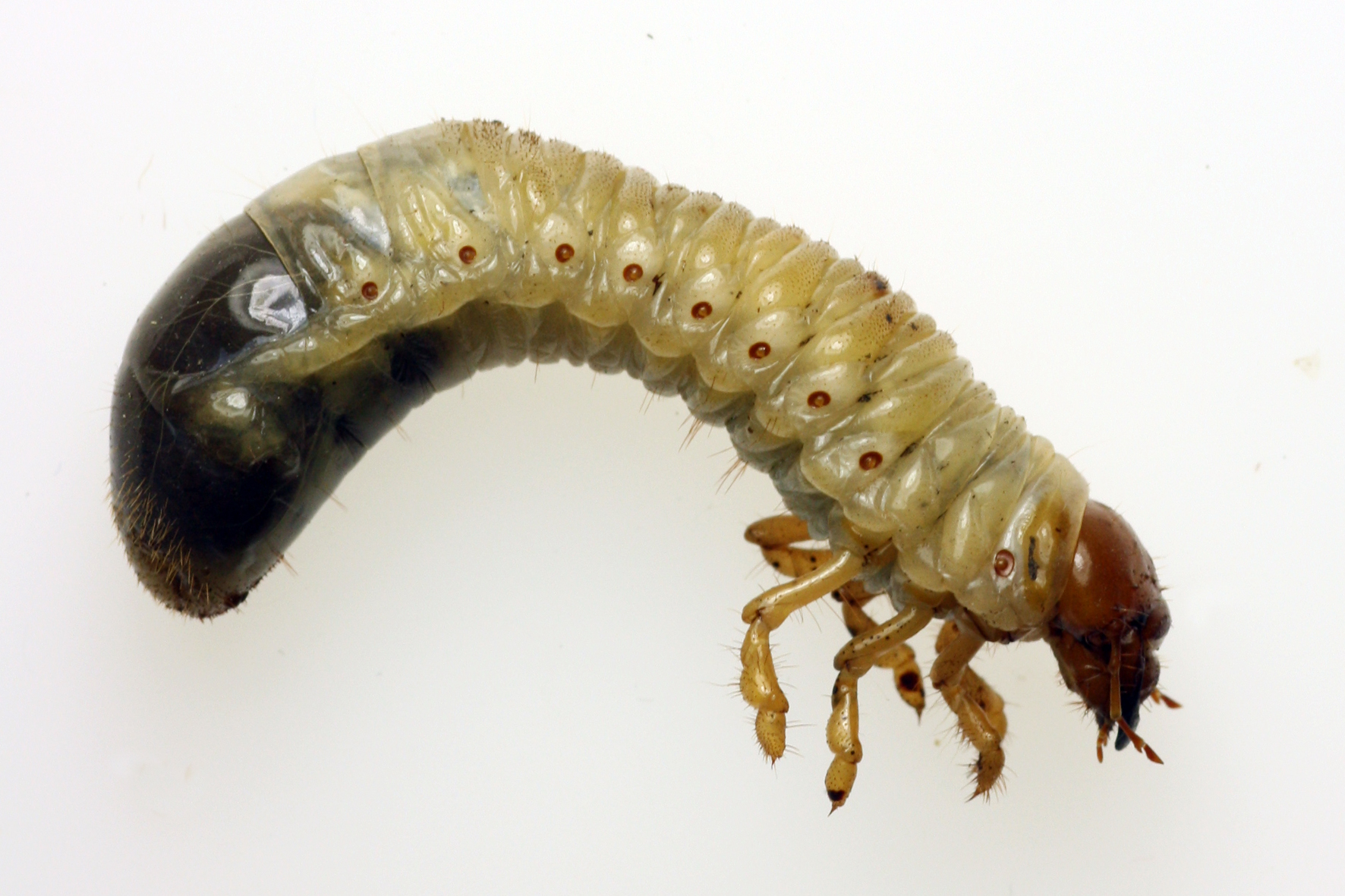
Личинка Хруща майского западного

Личинки майских жуков (известные также под названием бороздняки) относятся к личинкам гипогнатного типа, с толстым, перегнутым на нижнюю сторону телом и тремя парами ног. Голова бледно-жёлтого, буро-жёлтого или буро-красного цвета, округлая большая. Генерация 3—5 годичная. Личинки живут в почве и питаются корнями различных травянистых и древесных растений, без узкой пищевой специализации.
Куколка всегда в колыбельке, размещённой в почве на глубине 30—50 см. Принадлежит к типу свободных куколок. По форме похожа на взрослого жука, но имеет короткие крылья, голова подогнута под грудь. Окраска желтоватая. Фаза куколки от 2 недель до месяца. Вышедший из куколки осенью или в конце лета жук остаётся в колыбельке до следующей весны.
Имаго питаются листьями древесной и кустарниковой растительности.

## Виды и распространение
Из известных видов Melolontha большая часть свойственна Палеарктической области, и только шесть — для Индомалайской.
Виды распространены почти во всей Европе и на Кавказе, в Малой Азии, на большей части сибирской тайги и в Средней Азии, Сирии, и северном Иране, Индии, Японии, Китае, в том числе и в Тибете, Индокитае и на Филиппинских островах.

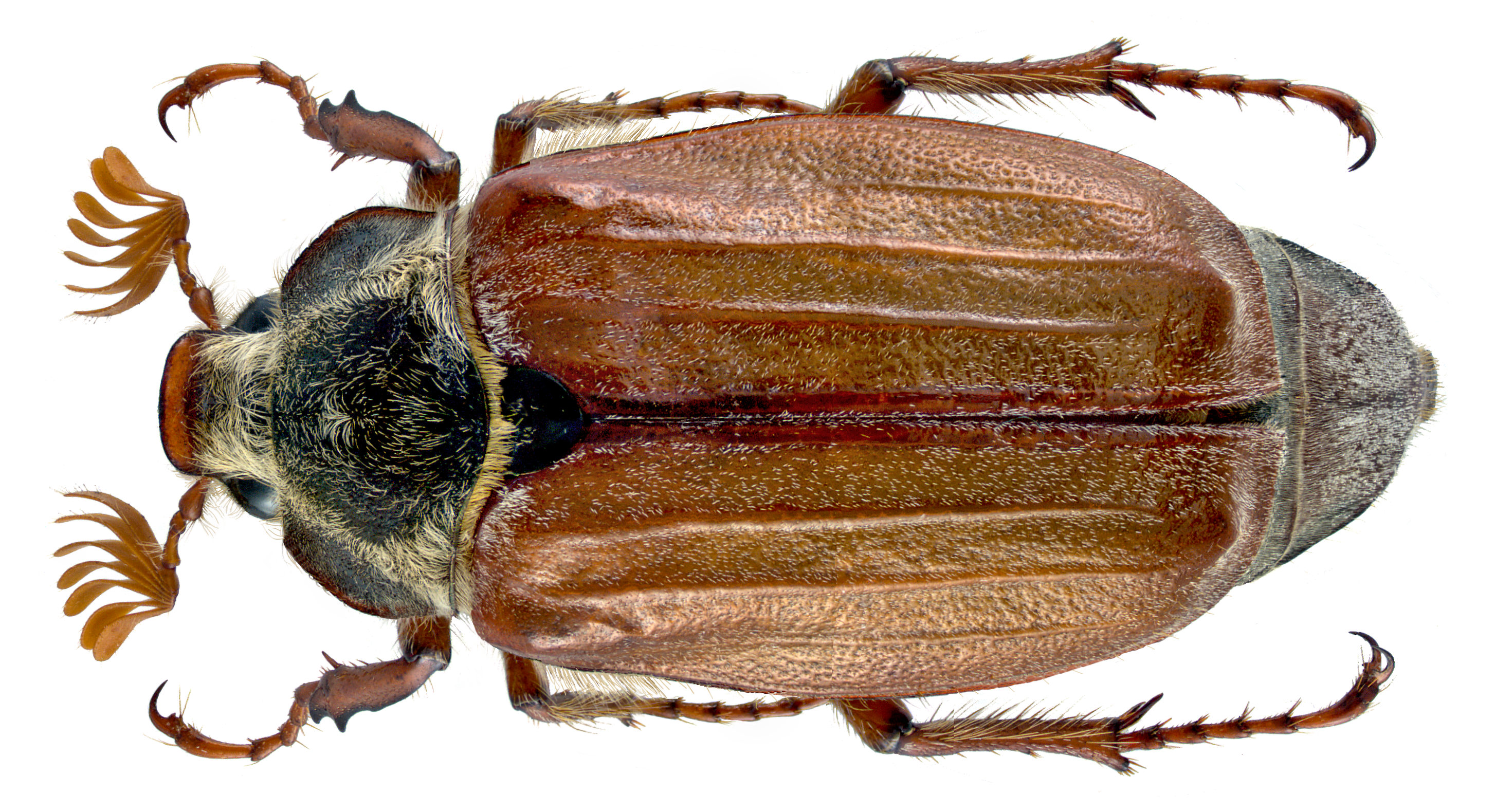
Melolontha melolontha

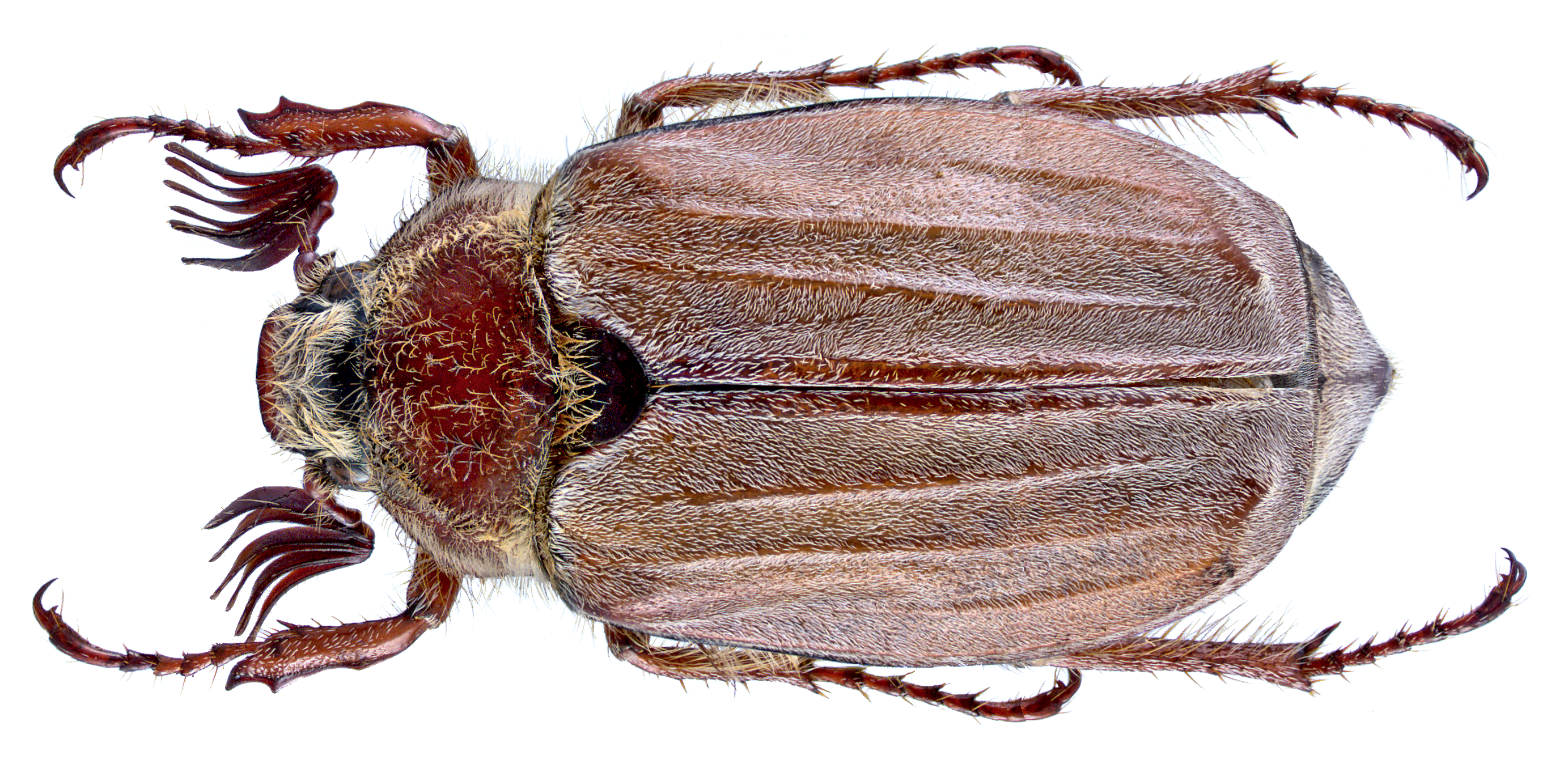
Melolontha hippocastani

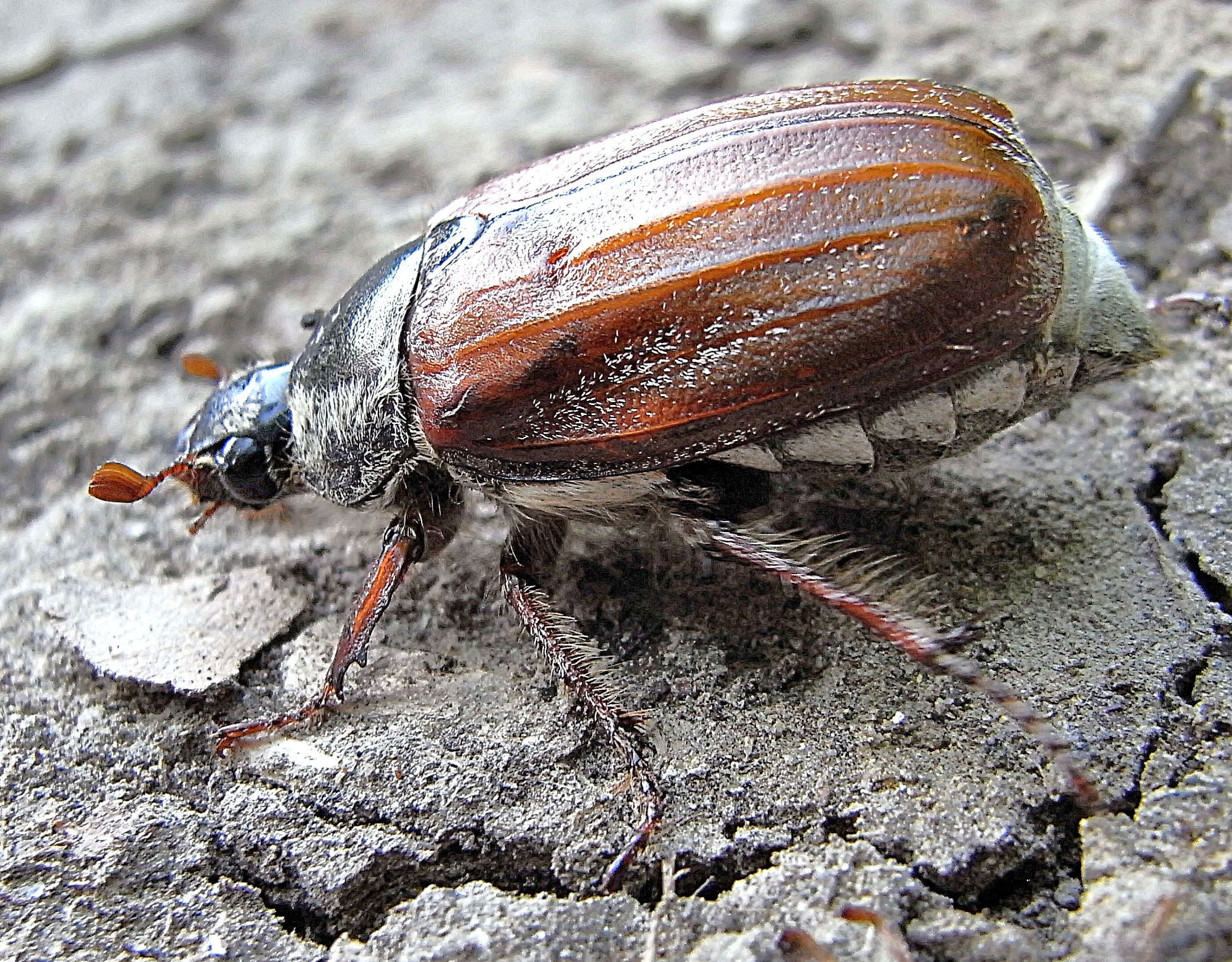
Melolontha pectoralis

- Melolontha aceris Faldermann, 1835
- Melolontha afflicta Ballion, 1870
- Melolontha albida Frivaldszky, 1835
- Melolontha anita Reitter, 1902
- Melolontha argus Burmeister 1855
- Melolontha bifurcata (Brenske, 1896)
- Melolontha chinensis (Guerin, 1838)
- Melolontha ciliciensis Petrovitz
- Melolontha flabellata Sharp, 1876
- Melolontha frater, Arrow 1913
- Melolontha fuscotestacea Kraatz, 1887
- Melolontha guttigera (Sharp, 1876)
- Melolontha hippocastani Fabricius, 1801,
- Melolontha incana Motschulsky, 1853
- Melolontha insulana Burmeister 1939
- Melolontha japonica (Burmeister, 1855)
- Melolontha kraatzi (Reitter 1906)
- Melolontha melolontha (Linnaeus, 1758)
- Melolontha papposa Illiger, 1803
- Melolontha pectoralis (Megerle von Mühlfeld, 1812)
- Melolontha rubiginosa
- Melolontha rufocrassa Fairmaire, 1889
- Melolontha satsumaenis Nijma and Kinoshita
- Melolontha virescens (Brenske, 1896)

## Экономическое значение

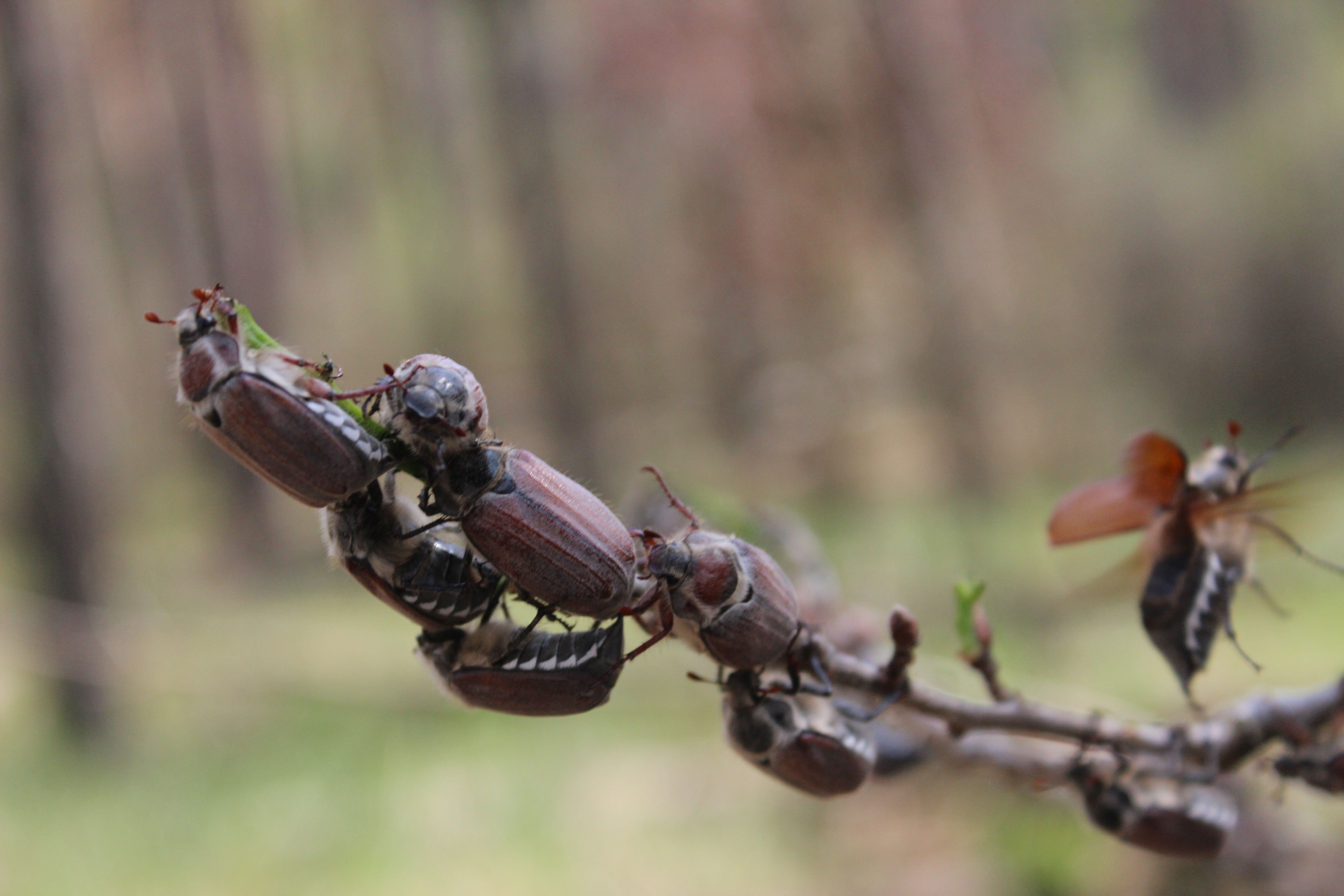
Майские жуки весной на ветке с молодыми побегами

Личинки и жуки ряда видов являются вредителями лесных, плодовых и сельскохозяйственных культур.

## В культуре

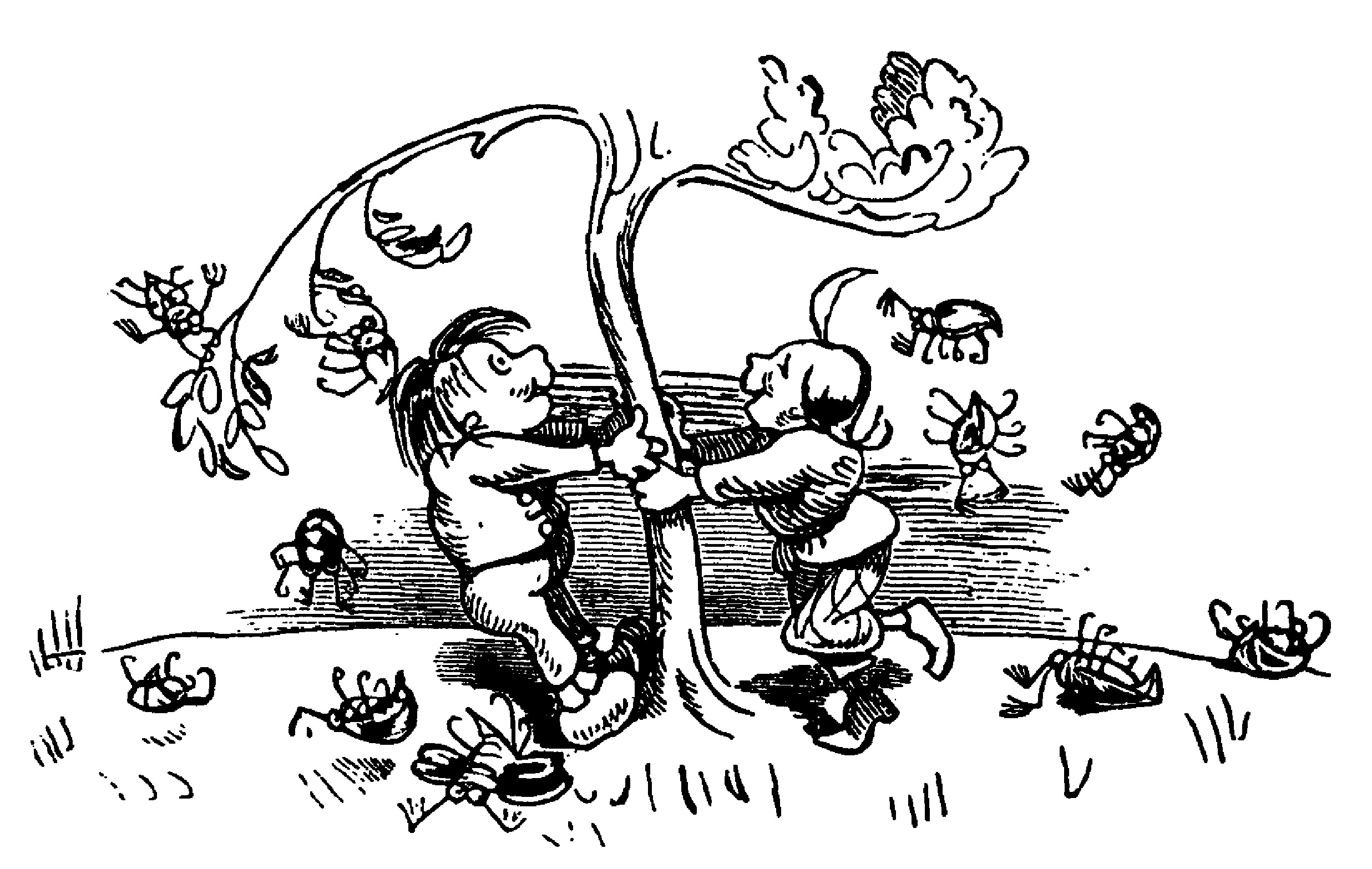
Макс и Мориц собирают майских жуков стряхивая с дерева

В немецкой песне Майский жук, лети в образе насекомого авторы запечатлели ребенка-сироту.

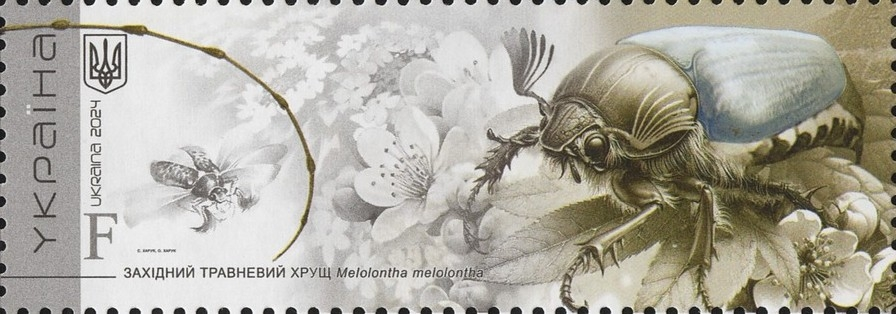
Почтовая марка Украины, 2024 года